# Strigilla pisiformis
Strigilla pisiformis is een tweekleppigensoort uit de familie Tellinidae. De wetenschappelijke naam van de soort werd gepubliceerd in 1758 door Carl Linnaeus als Tellina pisiformis in de tiende editie van Systema naturae.